# Sabaki
Der Athi-Galana-Sabaki ist, nach dem Tana, der zweitlängste Fluss in Kenia. Er hat eine Gesamtlänge von 625 Kilometern (gemessen vom längsten Quellfluss mit den Koordinaten 1°21'56"S/36°42'01"O), und sein Einzugsgebiet umfasst 70.000 km². Da weitere neun Quellflüsse zusammen noch eine beträchtliche Anzahl an Kilometern ergeben, beträgt die Länge des Athi weit über 700 km. Der Fluss beginnt als Athi und mündet in den Indischen Ozean als Fluss Galana (auch bekannt als Fluss Sabaki).

## Verlauf
Der Quellfluss Athi fließt durch die Ebenen Kapote und Athi, durchquert die Stadt Athi River und nimmt seinen Weg weiter in nordöstlicher Richtung, hier trifft er auf den Fluss Nairobi. In der Nähe von Thika sind die Fourteen-Falls und der Athi windet sich nach südsüdöstlicher Richtung durch die bewaldete Hänge des Yatta Plateaus, dessen Becken nach Osten abgeschlossen ist. Abgesehen von den zahlreichen kleineren Bächen am oberen Lauf ist der einzige ganzjährige Nebenfluss der Tsavo, der von der Ostseite des Kilimandscharos kommt.
Er dreht dann nach Osten und ist dann ab seinem Unterlauf als Sabaki (oder Galana) bekannt. Die Senke ist in weiten Teilen niedrig und flach, unterbrochen durch Wälder und kleinere Seen, die sich in der Regenzeit mit dem Fluss vereinigen. In dieser Zeit steigt der Strom um fast neun Meter an. An dieser Stelle ist er tief und vom Schlamm gelblich verfärbt. Nach den Lugard-Fällen fließt er westlich und mündet nördlich von Malindi in den Indischen Ozean.

## Sehenswürdigkeiten
Karen Blixens Wohnhaus Mbagathi lag – wie der Name Mbag-athi schon sagt – am Athi-Fluss, der durch den heutigen Stadtteil Karen von Nairobi fließt. Der Fluss durchquert auch den Tsavo-East-Nationalpark mit seinem zahlreichen Wildbestand von Flusspferden und Krokodilen.